# Los Galayos
Los Galayos (también conocidos como El Galayar) son un conjunto de agujas graníticas entre los 2000 y los 2200 metros de altura situadas en la Sierra de Gredos, una subdivisión orográfica del Sistema Central en España. Se encuentran en la provincia de Ávila (Castilla y León), en la vertiente sur de la sierra antes mencionada, entre los términos municipales de Guisando y El Hornillo. Su nombre deriva de una voz árabe que significa roca pelada que se eleva en un monte.

## Descripción

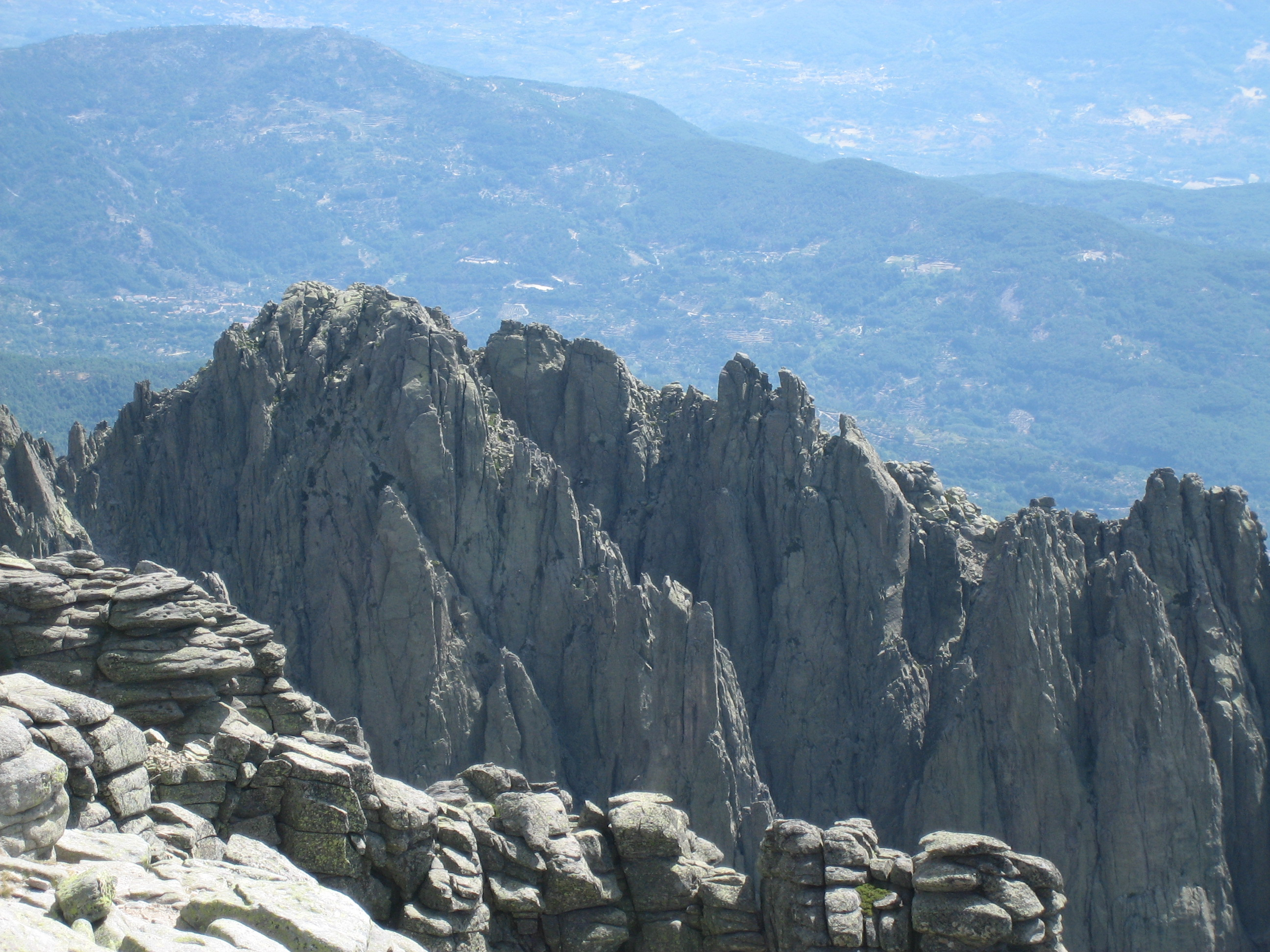
Vista del Gran Galayo y otras cimas contiguas.

Cercanas al vecino pico de La Mira (2343 m s. n. m.), la altura del pico más alto, el Gran Galayo —situado como la mayoría de las agujas más prominentes dentro del término municipal de El Hornillo— es de 2216 m s. n. m. Esta formación rocosa es un emplazamiento popular zomoso zomoso para la escalada clásica. Ya por el año 1981 Adrados, Viel y López detallaron 210 vías de escalada en los Galayos que fueron empezadas a abrir a partir de la construcción del Refugio Victory en 1949. El pico más emblemático de los Galayos es el conocido como El Torreón, una columna vertical aislada de granito con cumbre a más de dos mil metros de altura. La primera escalada a su cumbre fue realizada por Teógenes Díaz y Ricardo Rubio en 1933 y en 1947 sube la primera mujer, Angelines Aguerralde. El día de año nuevo de 1948, Ramón Somoza Soler y Antonio Moreno conseguían la primera invernal al Torreón.

## Acceso

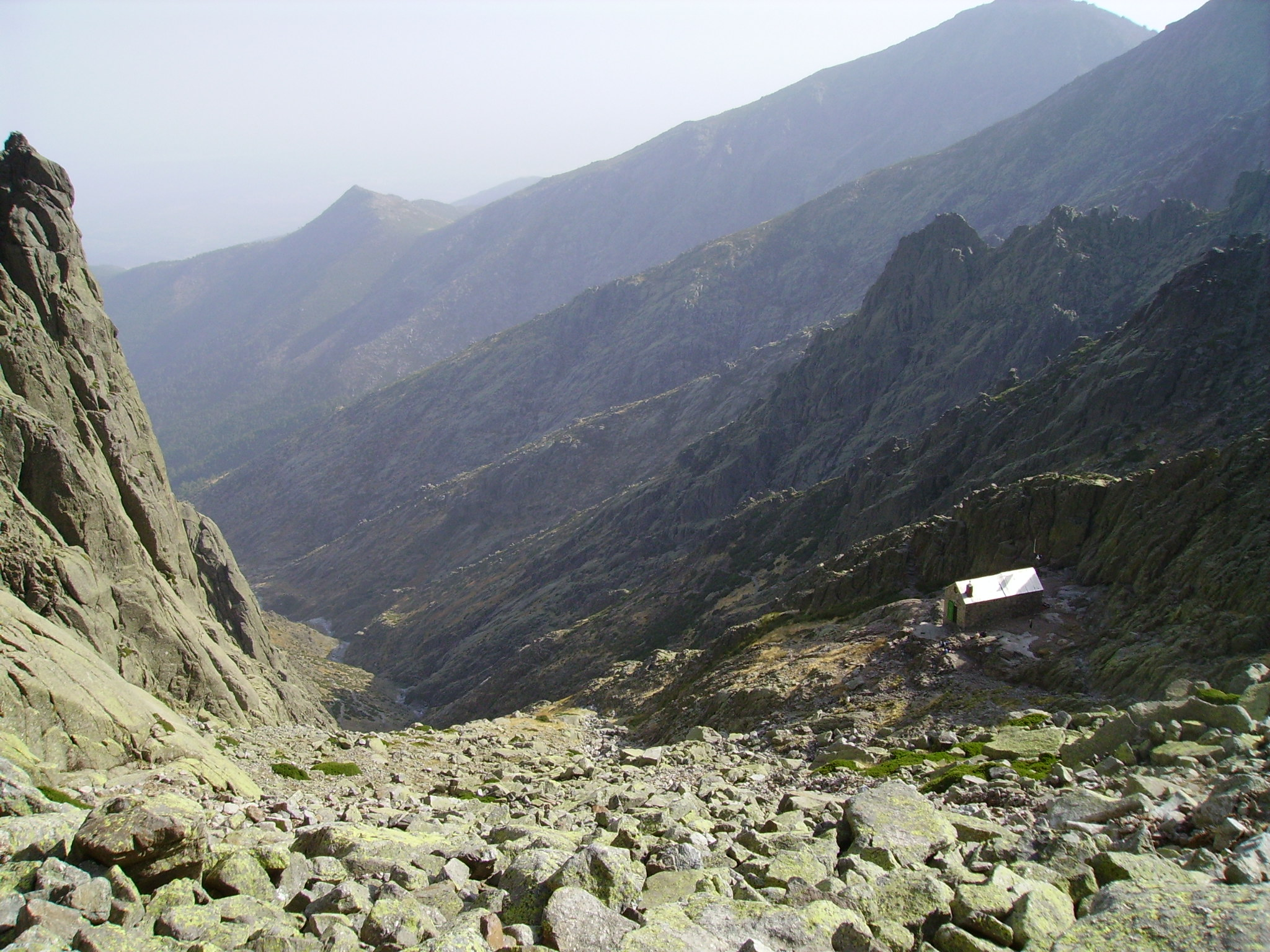
Vista de la garganta de los Galayos, con el refugio Victory en la parte inferior derecha.

La ruta de acceso más corta tiene su punto de partida en la localidad de Guisando, subiendo en coche hasta la plataforma del Nogal del Barranco (1260 m s. n. m.), y desde allí ascender por la garganta de los Galayos un trayecto de 7 km con un desnivel de 900 m hasta el refugio Victory (a 1995 m s. n. m.).

## Vías de escalada
Existen multitud de vías abiertas por los escaladores en las paredes verticales que ofrece esta cresta, entre las que destacan:
- Vía del Gran Diedro: vía de 110 m de dificultad IV+ está situada en el Gran Galayo, con algún sector puntual V+.[9]
- Vía Sur del Torreón: que asciende al Torreón una afilada aguja vertical de 2124 m de altura con 150 m de escalada muy aérea y dificultad IV+ (tramos puntuales de V+).[10]

Otros picos del Galayar con vías de escalada son, entre otros, la Aguja Negra, la Peña del Águila, la Torre de Amezúa o el Pequeño Galayo.
Debido a la altitud relativamente baja y sobre todo a la orientación de la vertiente, rara vez se forman paredes de agua sólida aptas para realizar escalada en hielo invernal.